# Caonex Peguero Camilo
Caonex Peguero Camilo (Santo Domingo, 30 de agosto de 1963), es un reconocido músico dominicano; destacado concertista del violín, director orquestal, compositor, arreglista y profesor, que también se ha desarrollado como conferencista y ministro religioso.

## Biografía
Como niño precoz, se distinguió desde temprano, iniciando sus estudios de violín a los 10 años de edad. A los 11 debutaba junto al insigne compositor Julio Alberto Hernández y ya a los 13 era miembro de la Orquesta Sinfónica Nacional. A los 16, se traslada a los Estados Unidos, donde obtiene los títulos de Licenciatura y Maestría de la prestigiosa Escuela Juilliard de Nueva York, bajo la tutela de la connotada pedagoga Miss Dorothy Delay.

## Carrera artística
Realizó una importante carrera como concertista, ofreciendo más de 40 conciertos como solista y recitalista junto a orquestas en los más importantes escenarios de Venezuela, Puerto Rico, Estados Unidos y la República Dominicana. Fue miembro prominente de la Orquesta de Cámara de Dallas, la Sinfónica de Phoenix, la Filarmónica de Rochester y el Cuarteto de Cuerdas 'Medici'.
Es Director Asociado de la Orquesta Sinfónica Nacional de la República Dominicana, como asistente de su titular, el maestro José Antonio Molina. Ha sido director titular y fundador de la Orquesta Filarmónica del Cibao - que bajo su dirección obtuvo el premio “Brugal Cree en su Gente” - de la Orquesta “Juan Pablo Duarte” del Conservatorio Nacional de Música, de la Orquesta Nacional Juvenil, de la Orquesta de Cámara de “Jóvenes Arcos” y la "Sinfónica del Barrio", así como del ensamble orquestal “La Sinfonietta”, y Director Invitado de la Orquesta Sinfónica Nacional y del Coro de la Catedral Primada de América, recibiendo una beca completa de la OEA para estudiar dirección orquestal en Venezuela.
Se ha distinguido como compositor, obteniendo el Premio Nacional de Música “José Reyes” (Sinfonietta OPUS 2000), y con su obra “Canto del Sur”, que fuera estrenada en el Teatro Nacional bajo su dirección, así como por sus numerosos arreglos, orquestaciones y transcripciones, además de obtener el Primer Premio Nacional para Bandas con su obra “Un Dominicano en Madrid”.
Como profesor, ha impartido docencia en la Universidad Roberts Wesleyan la “Hochstein Memorial School”, en el Instituto de Cultura y Arte y el “Hogar de la Armonía”, estos últimos en Santiago de los Caballeros, donde ha producido una nueva generación de virtuosos del violín, entre los que se distinguen Miskhar José, Aisha Syed, Maciel Vásquez y Heiddy Cruz, además de ser catedrático de la Universidad Autónoma de Santo Domingo (UASD) en el Programa de Maestría en Pedagogía Musical.
Obtuvo los primeros premios de la Philadelphia College of Art Alumni Competition, la Helen P. Newman Competition, el Naumburg Foundation Award y la Aspen Fellowship Competition, que le permitió asistir al renombrado festival de verano por 8 años consecutivos con una beca completa.
Ya en el país, ha recibido el premio “Arahuaco”, el “Roberts Wesleyan”, en el renglón de la Música Sacra, el “Talía de Plata” de los Jaycees y los premios “El Dorado” y dos Premios Casandra, como artista clásico más destacado, los cuales obtuvo a una temprana edad.
Ha sido honrado mediante su inclusión en los libros enciclopédicos de “Grandes Dominicanos” y de “Personalidades Dominicanas”, así como en diversos tomos dedicados a la historia de la música dominicana, siendo escogido como uno de los músicos dominicanos más destacados del Siglo 20. Es también miembro de honor del Coro Nacional de la República Dominicana. La fecha de su natalicio figura en las efemérides dominicanas.
Se ha desempeñado como Director Nacional de Música de la Secretaría de Estado de Cultura, así como Director Ejecutivo del Sistema Nacional de Orquestas Infanto-Juveniles. Ha escrito un método expedito para cuerdas titulado 'VIOLINISSIMO', que busca obtener resultados rápidos en el difícil arte de la música clásica. 
Actualmente, es Director artístico de “Tecladísimo”, un taller musical primero en su clase en el país, dedicado exclusivamente a la enseñanza de la música pop, jazz y gospel en las áreas de teclados, batería, guitarra acústica, eléctrica y bajo, voz y ensamble con unos 200 estudiantes. 
Recientemente, produce el programa radial "Sinfonía Joven", por la emisora musical estatal 'QUISQUEYA FM', los domingos, de 9 a 11 de la noche.

## Ámbito ministerial
Desde su conversión al Cristianismo, a los 16 años de edad, ha estado envuelto en el ámbito ministerial, como maestro, predicador, charlista-conferencista, comunicador, conductor de grupos de hogares, instrumentista, director de grupos de alabanza, escritor de varios opúsculos y autor de canciones, al tiempo de desempeñar numerosas posiciones en las áreas administrativas de coordinación y programación eclesiástica.
Desarrolló un amplio ministerio junto a su madre, la pastora Mireya Camilo, con quien fundó varias congregaciones, entre la que se destaca la “Iglesia Cristiana de la Palabra de Dios” ('Catedral de Adoración'), un ministerio carismático, no-denominacional con unos 300 miembros, siendo mentor de docenas de líderes cristianos quienes actualmente ejercen ministerio y pastorado en el país, Estados Unidos y España.
Posee el certificado en Advanced Leadership del reconocido Haggai Institute de Maui, Hawái, una Maestría en Consejería Bíblica de la UNPI de Florida, el certificado en Liderazgo Económico de CROWN, Diplomado en Planificación Estratégica de Brainstorm, Santo Domingo, Diplomado en Consejería Familiar de IMAFA y un Diplomado en Coaching Ontológico de Co-Crear, Argentina.
Ha producido varios programas de radio, entre los que se encuentran “Viva Jesús”, por Viva FM, “Noticias de Fe”, por Renuevo, “Visión Ministerial”, junto al pastor Luis Reyes, participando además como invitado en diversos programas cristianos y seculares de radio y televisión y como parte del equipo del programa 'ROSAS PARA EL ALMA' que produce la pastora Lucy Cosme.
Caonex es el coordinador nacional de 'LIDERE EN DOMINICANA', la avanzada de J. Maxwell para el proyecto de 'Un millón de líderes' y Director Fundador del Instituto CanZion en Dominicana, del distinguido salmista Marcos Witt.